# Spencer Strider
Spencer Strider (Columbus, Ohio, 28 de octubre de 1998) es un jugador profesional estadounidense de béisbol que se desempeña en la posición de lanzador en Atlanta Braves, equipo de las Grandes Ligas de Béisbol (MLB).

## Carrera
Fue seleccionado en la cuarta ronda en el Draft de la MLB de 2020. En 2021 hizo su debut profesional con el equipo Atlanta Braves, donde lleva jugando tres temporadas.